# Prosetín (Žďár nad Sázavou-i járás)
Prosetín település Csehországban, a Žďár nad Sázavou-i járásban. Prosetín Černovice, Věstín, Štěpánov nad Svratkou, Koroužné, Lhota u Olešnice, Křtěnov, Louka és Hodonín településekkel határos. Lakosainak száma 360 fő (2024. január 1.).

## Népesség
A település lakosságának változását az alábbi diagram mutatja:
| Lakosok száma | 701  | 763  | 752  | 529  | 426  | 428  | 387  | 377  | 365  | 360  |
|               | 1869 | 1890 | 1921 | 1950 | 1980 | 2001 | 2017 | 2019 | 2022 | 2024 |